# 二重特殊相対論
二重特殊相対論（にじゅうとくしゅそうたいろん）は変形（deformed）特殊相対論、特別な（extra）特殊相対論とも呼ばれ、最大速度（光速）から独立した観測系と、最小長さ（プランク長）から独立し観測系が存在する、修正された特殊相対論である。